# Нураки
Нураки (итал. Nurachi) — коммуна в Италии, располагается в регионе Сардиния, подчиняется административному центру Ористано.
Население составляет 1619 человек, плотность населения составляет 101,7 чел./км². Занимает площадь 15,92 км². Почтовый индекс — 9070. Телефонный код — 0783.
Покровителем населённого пункта считается святой Иоанн Креститель. Праздник ежегодно празднуется 24 июня.